# Pnar
El pnar és una llengua del grup de llengües khasis que es parla a Meghalaya, Índia (districtes de West i East Khasi Hills) i Bangladesh (districte de Sylhet), marcat al codi com ISO 639-3: pbv. El parlen unes cent mil persones de les quals el 95% viuen a l'Índia. El jaintia és en realitat un dialecte del pnar. Aquesta llengua inicialment fou considerat un dialecte del khasi (llengua), i després llengua separada; el jaintia o santeng era considerat abans dialecte del khasi, i té 12 varietats (Jowai, Shangpung, Batau, Raliang, Sutnga, Sumer, Nartiang, Barato, Rymbai, Lakadong, Mynso, Nongtalang). S'escriu en caràcters llatins; és oficial en el seu àmbit i disposa d'alguns programes de ràdio.
Forma part del grup austroasiàtic, família mon-khmer, nord mon-khmer, llengües khasis.